# Vitharuna (vid Pensar, Nagu)
Vitharuna är öar nära Lökholmen i Nagu,  Finland. De ligger i Skärgårdshavet i Pargas stad i landskapet Egentliga Finland, i den sydvästra delen av landet. Öarna ligger omkring 4 kilometer sydost om Lökholmen, 21 kilometer sydost om Nagu kyrka, 38 kilometer söder om Åbo och omkring 150 kilometer väster om Helsingfors. Närmaste allmänna förbindelse är förbindelsebryggan vid Pensar som trafikeras av M/S Nordep.
Arean för den av öarna koordinaterna pekar på är 1,8 hektar och dess största längd är 200 meter i öst-västlig riktning.  Närmaste större samhälle är Dragsfjärd, 14,3 km öster om Vitharuna.